# Psicologia de la Gestalt
La psicologia de la Gestalt [alemany: g̊əˈʃʷtaltʿ] és un corrent de pensament dins de la psicologia moderna, sorgida a Alemanya a principis del segle xx, i els seus exponents més reconeguts han estat els teòrics Max Wertheimer, Wolfgang Köhler, Kurt Koffka i Kurt Lewin. És important distingir-la de la Teràpia Gestalt, teràpia exponent del corrent humanista, fundada per Fritz Perls, i que va sorgir als Estats Units, en la dècada de 1960.
El terme Gestalt prové de l'alemany i va ser introduït en psicologia per primera vegada per Christian Von Ehrenfels. No té una traducció única, prové del verb alemany gestalten , un verb transitiu que significa formar, donar forma, estructurar, crear, desenvolupar. També podria traduir-se com a 'figura', 'configuració' i, fins i tot, 'estructura' o 'creació'.
Segons aquest corrent, la ment configura, mitjançant certes lleis, els elements que li arriben a través dels canals sensorials (percepció) o de la memòria (pensament, intel·ligència i resolució de problemes). En l'experiència del medi ambient, aquesta configuració té un caràcter primari per sobre els elements que la conformen, i la suma d'aquests últims per si sols no podria portar-nos, per tant, a la comprensió del funcionament mental. Aquest plantejament s'il·lustra amb l'enunciat: "el tot és més que la suma de les parts", amb el qual s'ha identificat més sovint aquesta escola psicològica. Amb aquest axioma s'intenta explicar que l'organització bàsica de tot el que percebem està en relació amb la figura en la qual ens concentrem, que al mateix temps és part d'un fons més ampli, en què hi ha altres formes. En altres paraules, tot el que percebem és molt més que la informació que arriba als sentits.
La Psicologia de Gestalt planteja l'estudi de fenòmens mentals no susceptibles d'anàlisi, considerant-se de caràcter essencialment unitari i global. L'experiència conscient és una experiència fenomènica i com a tal cal que es consideri globalment, en comptes d'articular-la o classificar-la.
Durant la dècada del 1930 es van estendre les crítiques cap a la Gestalt, i entre aquestes destaca la realitzada per la psicologia de la Ganzheit, dirigida per Felix Krueger.

## L'escola de la Gestalt
Dues universitats foren les que van obtenir els primers resultats experimentals. D'una banda hi havia l'escola de Graz i d'una altra la de Berlín. L'escola de Graz va proposar la teoria de la producció, que considerava la qualitat Gestalt, és a dir, la forma o tot, com el producte d'un acte perceptiu. Aquesta teoria va ser demostrada amb el "moviment aparent", amb la presentació de dos fenòmens en distints temps (tal com fan els dibuixos televisius), que creava moviment.
Els psicòlegs iniciadors d'aquest corrent, Max Wertheimer (1880-1943), amb els seus estudis sobre pensament productiu, el pensament entès com a resolució de problemes, Wolfgang Köhler i Kurt Koffka (1887-1941), van desenvolupar el programa d'investigació de la Gestalt a principis de la dècada de 1910, treballant sobre el "moviment aparent" i donant lloc a la teoria del fenomen fi.
El punt de vista dominant de l'època era l'estructuralisme, que estava fortament relacionat amb l'empirisme i estava basada en tres teories molt relacionades entre si: (1) l'"elemental", basat en què tot coneixement, incloent les idees abstractes , està construït per components simples i elementals; (2) "sensorial", basat en els constituents més senzills —àtoms de pensament— que són elements bàsics dels sentits; i (3) "associació" basat que les idees més complexes neixen de l'associació d'idees més simples, més bàsiques que només estan relacionades per l'associació de l'espai i el temps. Les teories Gestualistes afirmaven el punt de vista "atomicista" que defensava que l'objectiu de la psicologia havia de ser trencar la consciència en petits elements. En contrast, la psicologia del Gestalt creia que trencar els fenòmens psicològics a parts petites no els portaria a l'entesa de la psicologia. Creien, però, que el mètode més fructífer d'afrontar els fenòmens psicològics era organitzar i estructurar el tot. Van argumentar que aquest "tot" tenia prioritat sobre les "parts" que estaven definides per una estructura global, en comptes de ser al revés. Es podria dir que és un punt de vista macroscòpic en comptes de microscòpic. Les teories de Gestalt de la percepció estan basades en la inclinació natural de l'ésser humà per entendre els objectes i les estructures en conjunt, més que per la suma de les parts.
Els historiadors la qualifiquen d'Escola de Psicologia, per tant, amb una doctrina sistemàtica i unificada. Els seus representants a l'Institut de Psicologia de la Universitat de Berlín, un dels centres més productius en la investigació psicològica mundial. Amb els seus punts de vista, aplicables a la totalitat dels fenòmens psicològics i aplicats, la Gestalt va ser un dels corrents dominants entre les diverses propostes existents en la primera meitat del segle xx, amb interpretacions alternatives a la psicologia alemanya i també respecte a les principals escoles estatunidenques com l'estructuralisme, el funcionalisme o el conductisme.
Un dels principis fonamentals del corrent Gestalt és l'anomenada llei de la pregnància, que afirma la tendència de l'experiència perceptiva a adoptar les formes més simples possibles. Un altre dels principis fonamentals és l'anomenada llei de la figura i fons com a origen del centre d'atenció de la percepció dins del marc o espai perceptiu. Altres lleis enunciades serien les següents:

## Lleis de percepció de la Gestalt
Les lleis de la Gestalt, per a la psicologia de la Gestalt, són una sèrie de regles que expliquen l'origen de les percepcions a partir dels estímuls. Existeixen múltiples regles particulars, que es fonamenten en dues regles generals: la llei de bona forma i la llei de figura i fons.

### Llei del tancament
- La nostra ment afegeix els elements que manquen per a completar una figura. Això és degut al fet que la nostra ment percep com a més estables visualment les formes tancades i completes i, per tant, tendeix a completar les formes percebudes per tal d'obtenir un major equilibri i organització.[11]

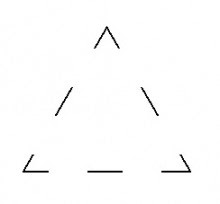
Llei de tancament

### Llei de semblança
- La nostra ment agrupa els elements semblants en una entitat. La semblança depèn de la forma, la grandària, el color i la brillantor dels elements. Així, els elements amb atributs visuals semblants es perceben com a pertanyents a un mateix grup, independentment de la distància que els separi i només per ser semblants.[11]Llei de semblança

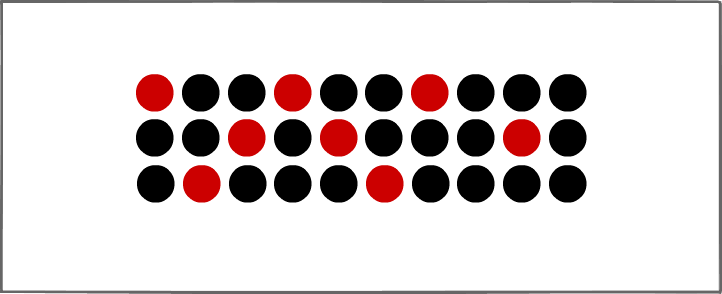
Llei de semblança

### Llei de la proximitat
- L'agrupament parcial o seqüencial d'elements per la nostra ment. Per tant, l'observador tendirà a percebre com a figura conjunta allò que sigui més pròxim. Si això ho portem a l'experiència de l'espectador es tradueix en el fet que, per diferenciar elements distints, hem de recórrer als espais en blanc, les negretes o elements diversos que facin que un seguit d'elements s'agrupin.[11]

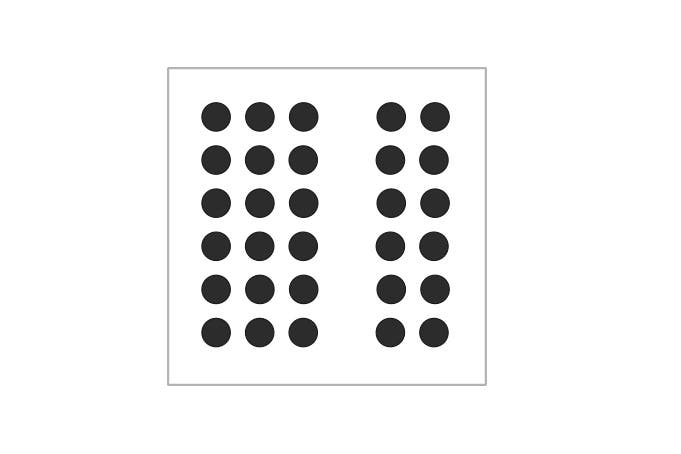
Llei de la proximitat de la Gestalt

### Llei de simetria
- Les imatges simètriques són percebudes com a iguals, com un sol element, en la distància. Cal afegir que hi ha diversos tipus de simetria, com la de reflex (percebuda com si es reflectís la imatge), per rotació (percebuda com giratòria) o per translació (en què un mòdul es repeteix).[11]

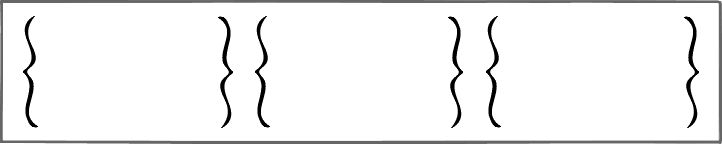
Llei de simetria

### Llei de continuïtat
- La ment continua un patró, fins i tot després que aquest desaparega. Aquesta llei ens diu que els elements orientats en la mateixa direcció tendeixen a organitzar-se d'una manera determinada. Això vol dir que preferim interpretar la informació visual com connectada en lloc de desconnectada.[11]

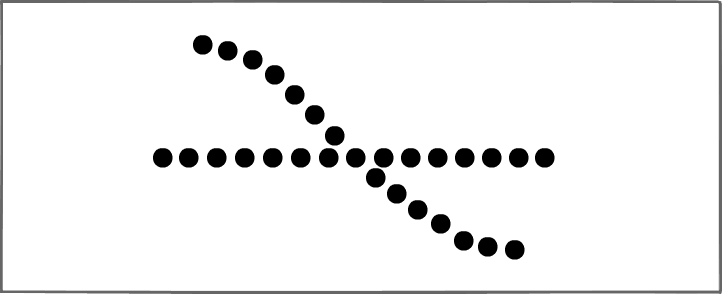
Llei de continuïtat

### Llei de direcció comuna
- Molts elements movent-se en la mateixa direcció són percebuts com un únic element. Per exemple, les bandades d'ocells que volen com un tot, és a dir, com si es tractés d'un organisme únic.[12]

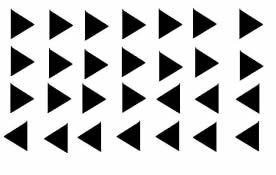
Llei de direcció comuna

### Llei de figura-fons
- La nostra ment tendeix a separar el fons de la resta d'elements importants, es basa en la premissa que no existeix figura sense fons.Llei de figura-fons

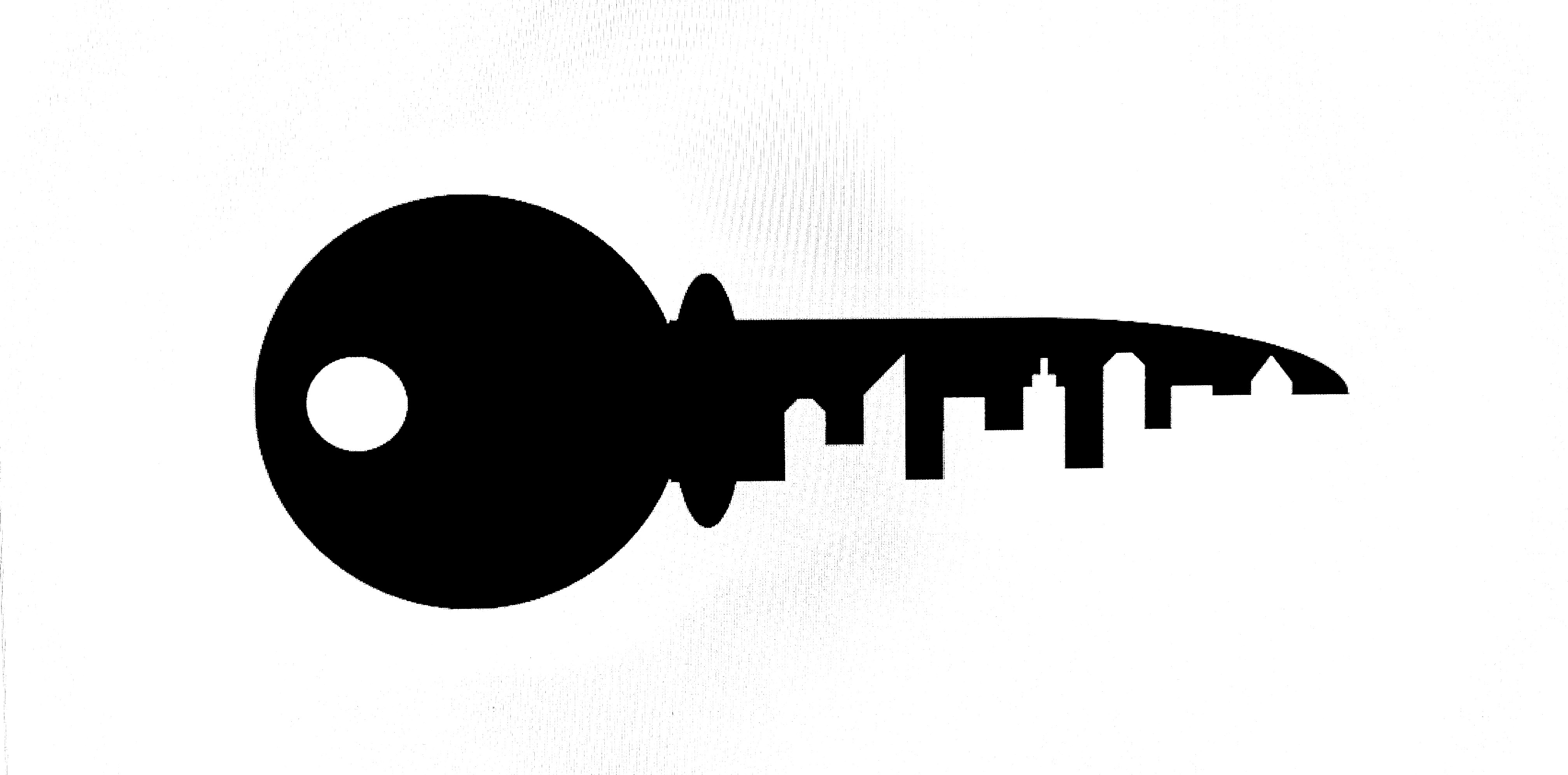
Llei de figura-fons

### Llei de pregnància
- La ment és capaç de percebre formes a partir d'imatges incompletes o que no són del tot evidents.

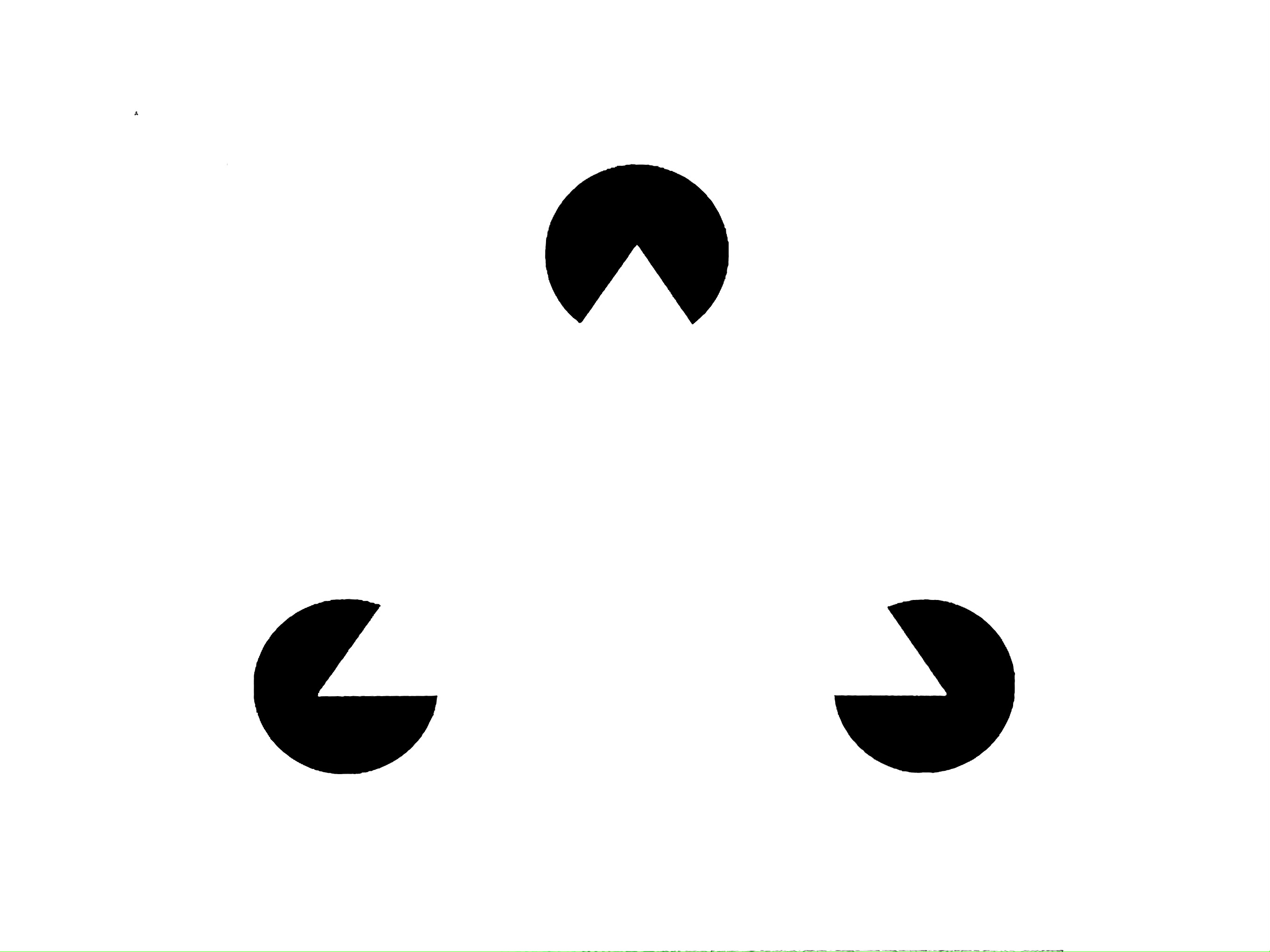
Llei de pregnància

### Llei de contrast
- Els elements que es diferencien i que són singulars tendeixen a destacar, ja que contrasten respecte al seu voltant.

### Lleis particulars
Entre altres, es pot esmentar:
- Llei de Jerarquització: Una forma és més ben percebuda com més principal i menys accessòria la ment la interpreti.[10][13]

- Llei de Birkhoff: Una forma és més ben percebuda quants més eixos tingui.[10][13]
- Llei de Memòria: Una forma és més ben percebuda quantes més vegades hagi estat vista.[10][13]
- Llei d'Invariància Topològica: Una bona forma resisteix a les deformacions a les quals sigui sotmesa.[10][13]
- Llei d'Emmascarament: Una bona forma resisteix a les pertorbacions a les quals sigui sotmesa.[10][13]

## Antecedents filosòfics i psicològics
La psicologia de la Gestalt queda inscrita dins la tradició filosòfica alemanya del segle XIX, i entre les seves influències principals hi ha les següents:
- Immanuel Kant: La filosofia kantiana es reflecteix principalment en el pensament transcendental que tenia Kant, que assigna a la imaginació com a condició subjectiva i a priori de la percepció, doncs el fenomen és ja una síntesi, una construcció mental, la matèria de la qual procedeix dels estímuls (sensibilia), però la seva forma imposa el fer (verb tun, en alemany) des de la imaginació, espai i temps, doncs no és només el que hi ha, sinó també segons som, segons el jo imaginant i pensant. Tot pensament suposa el subjecte que pensa (René Descartes) i, per tant, la representació no és un simple reflex. La noció que la imaginació fa possible el coneixement sensible o la seva transcendental activitat a la nostra "visió" del món van ser previstes ja per l'associacionisme de David Hume, i molt abans que ell per Juan Huarte de San Juan, al seu Examen d'enginys (1575).

- Edmund Husserl: La fenomenologia és reconeguda com l'arrel teòrica fonamental d'aquesta escola psicològica, a causa de la comprensió de l'experiència conscient com una experiència fenomènica. Tant en els conceptes fonamentals de la teoria de la Gestalt com en els seus mètodes experimentals hi ha la necessitat de comprendre l'experiència conscient com a via fonamental per a la descripció dels processos mentals.

## La percepció del moviment aparent
Entenem per percepció el procés a través del qual captem la informació del nostre entorn per obtenir coneixement. Això és possible gràcies als sistemes sensorials.
La percepció del moviment és la resposta que dona el nostre sistema visual en funció del temps. Existeixen dos tipus de respostes segons l'estat de l'estímul: La resposta lenta i la ràpida.
Segons el corrent psicològic de la Gestalt, la ment té unes lleis a través de les quals configura els estímuls que li arriben. Aquests elements li poden arribar a través del canal sensorial (percepció) o de la memòria (Pensament). La ment dona forma a allò que veiem i així percebem els elements individuals com un tot. D'aquesta manera, quan el nostre cervell veu un seguit de punts individuals els pot relacionar com un conjunt i quan es moguin, la nostra ment els concebrà com una única forma en moviment.
No és estrictament necessari que el moviment es produeix de veritat perquè nosaltres tinguem la sensació que alguna cosa es mou. Max Wertheimer va observar que quan s'encenen dues llums separades per un espai petit i amb intervals d'encès curts, l'observador té la sensació de moviment. Això s'anomena moviment estroboscòpic. Seguint aquest principi, s'explica la sensació de moviment que tenim quan anem al cinema o veiem la televisió, aquí hi ha un canvi de fotogrames de 24 vegades per segon.

## Camps d'aplicació
- Art
- Fotografia
- Disseny gràfic
- Arquitectura